# Parafia Królowej Apostołów w Ołtarzewie
Parafia pw. Najświętszej Maryi Panny Królowej Apostołów w Ołtarzewie – rzymskokatolicka parafia należąca do dekanatu laseckiego, archidiecezji warszawskiej, metropolii warszawskiej Kościoła katolickiego, we wsi Ołtarzew, położonej w województwie mazowieckim, w powiecie warszawskim zachodnim, w gminie Ożarów Mazowiecki. W parafii pracują pallotyni. Kościół Najświętszej Maryi Panny Królowej Apostołów jest kościołem seminaryjnym Wyższego Seminarium Duchownego Księży Pallotynów w Ołtarzewie.

## Historia
Pallotyni niemal od początku swego pobytu w Ołtarzewie zajmowali się też pracą duszpasterską.
Przed II wojną światową posługiwali w kaplicy w parku ołtarzewskim (która doszczętnie spłonęła podczas działań wojennych), planując utworzenie parafii.
Od lipca 1967 r. władze kościelne zezwoliły pallotynom na prowadzenie ksiąg metrykalnych. Parafię ołtarzewską erygowano jednak dopiero 15 marca 1988.
Od kilku lat w parafii działa rada duszpasterska, która organizuje życie religijno-kulturalne parafii.
Oprócz Parafialnej Rady Duszpasterskiej są tu m.in.: Żywy Różaniec, Sodalicja Mariańska, wspólnota charytatywna, chór parafialny, męski zespół muzyczny, Towarzystwo Przyjaciół KUL, ministranci i lektorzy, Ruch Światło-Życie, Wspólnota Wieczernikowa. W pracę duszpasterską czynnie włączają się alumni i inni domownicy pallotyńskiego Seminarium (wraz z siostrami pallotynkami).

### Proboszczowie
Lista księży pełniących funkcję proboszcza w parafii w Ołtarzewie od czasu ustanowienia ośrodka duszpasterskiego z prawem prowadzenia ksiąg
parafialnych oraz proboszczów:
- ks. Jan Kudłacik SAC (1967)[1]
- ks. Leon Niechoj SAC (od 1968)[2]
- ks. Jan Pawlik SAC (1970)
- ks. Edward Daniel SAC (od 1971)
- ks. Józef Turecki SAC (od 1974)[3]
- ks. Marian Szczotka SAC (od 1984)
- ks. Marian Mucha SAC (od 1997)
- ks. Zbigniew Babicki SAC (od 2006)
- ks. Jacek Smyk SAC (od 2010)

## Świątynia
Kościół Najświętszej Maryi Panny Królowej Apostołów w Ołtarzewie

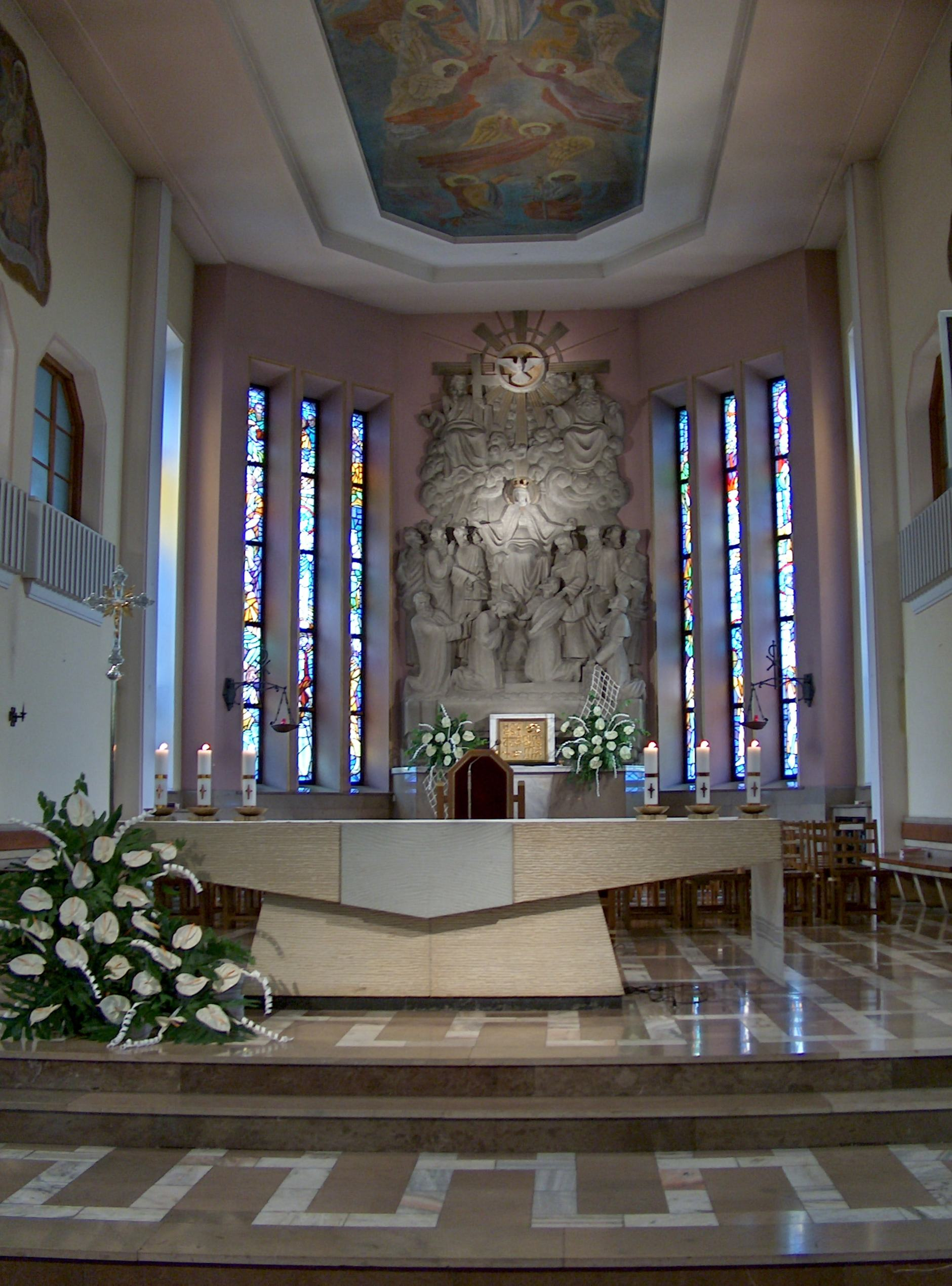
Wnętrze kościoła

### Historia
Wiosną 1927 dzięki pomocy anonimowego pana S. pallotyni zakupili gmach po Szkole Rolniczej w Ołtarzewie pod Warszawą, w którym zaplanowali zorganizowanie seminarium duchownego. W 1939 roku wzniesiono mury seminaryjnego kościoła zaprojektowanego przez Alfonsa Wędrychowskiego, pod którym miała się mieścić sala teatralna. Mimo zawieruchy wojennej budowę kościoła udało się zakończyć w 1948 r. Mieści się on w głównym budynku Seminarium.
2 maja 1948 bp Wacław Majewski poświęcił seminaryjny kościół pod wezwaniem Królowej Apostołów, a we wrześniu przybyli do Ołtarzewa alumni i rozpoczęła się normalna działalność w Seminarium, która trwa nieprzerwanie do dzisiaj. 16 maja 1953 prymas Stefan Wyszyński dokonał konsekracji kościoła.
W Wielki Czwartek 1978 oddano do użytku prezbiterium przebudowane i przystosowane do zreformowanej po Soborze Watykańskiem II liturgii. 15 października 2000 kard. Józef Glemp, prymas Polski, poświęcił w kościele seminaryjnym ołtarz 108 męczenników II wojny światowej z wyeksponowaną postacią błogosławionego pallotyna księdza Józefa Jankowskiego – męczennika Oświęcimia.

### Architektura
Autorami obecnego wystroju pallotyńskiej świątyni są architekt prof. Stanisław Marzyński, Zbigniew Łoskot odpowiedzialny za polichromie i projekt witraży oraz Wojciech Durek – autor głównego i 12 bocznych ołtarzy. W prezbiterium przykuwa uwagę jego monumentalna kompozycja figuralna – Zesłanie Ducha Świętego, natomiast jeden z ołtarzy bocznych poświęcony jest Jezusowi Miłosiernemu z wizji św. Siostry Faustyny, z którego serca rozchodzą się dwa promienie. Rzeźba powstała w 1951, a siedem lat później Stolica Apostolska zakazała tej formy kultu Miłosierdzia Bożego. W związku z tym wizytujący parafię kard. Stefan Wyszyński polecił, by usunąć promienie z rzeźby i napis „Jezu ufam Tobie”, ale – jak notują pallotyńscy kronikarze – „nie nalegał na natychmiastowe ich usunięcie”. Dzięki temu rzeźba przetrwała czasy zakazów i jest teraz cenną pamiątką.

## Organizacje
- Parafialna Rada Duszpasterska,
- Żywy Różaniec
- Sodalicja Mariańska
- chór parafialno – seminaryjny „Cantus Firmus”
- schola młodzieżowa
- schola dziecięca
- Towarzystwo Przyjaciół KUL
- ministranci i lektorzy
- Ruch Światło-Życie
- Wspólnota Wieczernikowa